# David Hess
 (juin 2024).
Pour les articles homonymes, voir David Hess (homonymie) et Hess.
David Hess est un acteur, producteur, compositeur et réalisateur américain, né le 19 septembre 1936 à New York (États-Unis) et mort le 7 octobre 2011.

## Biographie
David Hess a d'abord travaillé comme auteur-compositeur dans les années 1950, coécrivant des chansons enregistrées par Elvis Presley et Pat Boone, mais a attiré l'attention internationale pour son interprétation du rôle de Krug Stillo, un violeur sadique, dans le film d'horreur d'exploitation La Dernière Maison sur la gauche (1972) de Wes Craven.
Il jouera ensuite plusieurs rôles difficiles en tant que criminels dans les films italiens La proie de l'autostop (1977) et La maison au fond du parc (1980) de Ruggero Deodato, avant de jouer un second rôle dans La créature du marais (1982) de Wes Craven.
Il réalise un seul film dans sa vie, le slasher Terreur dans la nuit en 1980.
Dans sa vie ultérieure, Hess était affilié au California Film Institute, où il enseignait le théâtre d'improvisation dans les programmes pour jeunes de l'institut. Il est décédé d'une crise cardiaque le 7 octobre 2011 près de son domicile à Tiburon, en Californie, après avoir assisté à un concert local.

## Filmographie

### Acteur
- 1970 : De la part des copains : Vermont aka Whitey
- 1972 : La Dernière Maison sur la gauche (The Last House on the Left) : Krug Stillo
- 1976 : Potato Fritz (de) : Sleeve
- 1976 : The Swiss Conspiracy : Sando, Hit Man
- 1976 : Les 21 heures de Munich (TV) : David Marc Berger
- 1977 : Goodbye Bruce Lee (en) (voix)
- 1977 : La Proie de l'autostop (Autostop rosso sangue) : Adam Konitz
- 1979 : Avalanche Express : Geiger
- 1980 : La Maison au fond du parc (La Casa sperduta nel parco) : Alex
- 1980 : Endstation Freiheit de Reinhard Hauff : Schorsch - Ossi
- 1981 : Jacqueline Susann's Valley of the Dolls (en) (TV) : Robaire
- 1982 : La Créature du marais (Swamp Thing) : Ferret
- 1983 : White Star (de) : Frank
- 1983 : Sadat (en) (TV) : Israeli Soldier
- 1986 : Armé et dangereux (Armed and Dangerous) : Gunman #4
- 1986 : Six hommes pour sauver Harry : Mercenary
- 1987 : Body Count (Le Camping de la mort, Camping del terrore) : Robert Ritchie
- 1991 : Omicidio a luci blu : Sergeant Flanagan
- 1991 : Die Kaltenbach-Papiere (de) (TV)
- 1991 : Buck ai confini del cielo (de) : Dan
- 1993 : Jonathan degli orsi : Maddock
- 2001 : Nutcracker : John Gard / Clyde Fairfax
- 2004 : Zombie Nation (en) : Aaron Singer III
- 2005 : Zodiac Killer : Mel Navokov
- 2006 : The Absence of Light : Whiplash
- 2006 : Fallen Angels : Kajal
- 2009 : Smash Cut : Able Whitman

### Réalisateur
- 1980 : Terreur dans la nuit (To All a Goodnight)